# Eriphioides ecuadoriensis
Eriphioides ecuadoriensis là một loài bướm đêm thuộc phân họ Arctiinae, họ Erebidae.